# NGC 7320C
NGC 7320C (другие обозначения — PGC 69279, MCG 6-49-43, NPM1G +33.0467) — спиральная галактика с перемычкой. Находится в созвездии Пегас.
Галактика является удалённым внешним членом Квинтета Стефана, хотя и не входит в число тех пяти галактик (четырёх физически взаимодействующих и одной, NGC 7320, лишь визуально проецирующейся на них), которые образуют Квинтет Стефана на небесной сфере. Четыре взаимодействующие галактики (NGC 7317, NGC 7318A, NGC 7318B и NGC 7319) вызывают приливные деформации галактики NGC 7320C, находящейся на угловом расстоянии около 4′ к северо-западу от центра квинтета. В частности, галактика связана с NGC 7319 приливным хвостом.
Этот объект не входит в число перечисленных в оригинальной редакции «Нового общего каталога» и был добавлен позднее.